# Llista de jutges de Gallura
Els jutges de Gallura foren els sobirans del Jutjat de Gallura a Sardenya.
- Torxitori I de Zori vers 1100
- Saltar de Lacon-Zori ?-1113
- Itocor de Gunale 1113-1116
- Constantí II Spanu de Gallura 1116-vers 1133
- Comit Spanu vers 1133-1146
- Constantí III de Lacon 1146-vers 1170
- Barisó I de Lacon vers 1170-1203
- Elena de Lacon 1203-1207
- Lambert Visconti de Gallura 1207-1209
- Comit de Torres 1209-1210
- Lambert Visconti de Gallura (segona vegada) 1210-1225 (de Càller 1220-1225)
- Ubald I Visconti de Gallura 1225-1238 (regent de Càller 1231-1232, jutge consort de Torres 1236-1238)
- Joan I Visconti de Gallura 1238-1275
- Huguet Visconti de Gallura 1275-1287
- A Pisa 1287-1323
- Conquesta catalana 1323-1324, passa a Catalunya-Aragó